# Return to Forever
Return to Forever foi uma banda jazz fusion, criada e liderada pelo tecladista Chick Corea. Vários músicos por ela transitaram. Stanley Clarke foi o único parceiro constante de Corea. Juntamente com o Weather Report e o Mahavishnu Orchestra, Return to Forever formava o núcleo jazz fusion dos anos 1970. Além de Clarke, vários outros músicos, como Flora Purim, Airto Moreira e Al Di Meola tornaram-se conhecidos através de suas participações nos álbuns do Return to Forever.
De sua primeira formação, participavam, além de Corea nos teclados e Stanley Clarke, no baixo, Joe Farrell, sax soprano e flautas, Airto Moreira, percussão, e Flora Purim, voz.
Em fevereiro de 1972, a banda grava o primeiro disco, incluindo a famosa composição de Corea, La Fiesta. Em setembro do mesmo ano,  grava Light as a Feather - uma compilação de melodias brasileiras, reinterpretadas segundo as influências jazzísticas do grupo.
Em 1973, o Return to Forever incorpora o guitarrista Bill Connors e o baterista Lenny White, lançando-se completamente no jazz fusion. Nesse mesmo ano, grava Hymn of the Seventh Galaxy, sendo então reconhecido como um dos maiores expoentes dessa vertente do jazz.
Em 1974, para substituir Connors, junta-se ao grupo o guitarrista Al Di Meola, fortemente influenciado pela música flamenca de Paco de Lucía. Nessa época, a banda atinge seu momento de maior criatividade e qualidade. Em 1974, grava Where have I known you before; em 1975, No Mystery; em 1976, Romantic Warrior, considerado por alguns críticos como seu melhor trabalho.
Uma terceira formação do grupo surge em 1977, com a incorporação de músicos auxiliares nos sopros, além do percussionista Gerry Brown e  da cantora Gayle Moran. Essa nova formação grava os álbuns Music magic e Return to Forever Live, o último disco da banda.

## Discografia
- Return to Forever (1972)
- Light as a Feather (1972)
- Hymn of the Seventh Galaxy (1973)
- Where Have I Know You Before (1974)
- No Mystery (1975)
- Romantic Warrior (1976)
- Musicmagic (1977)

## Albúns ao Vivo
- Return to Forever, Live (1977)
- Returns (2009)
- The Mothership Returns (2012)